# Louise d'Aumont

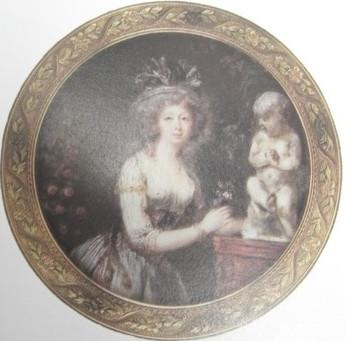
Louise d'Aumont.

Louise Felicite Victoire d'Aumont, född 22 oktober 1759 i Paris, död 13 december 1826 i Paris, kronprinsessa av Monaco,   
gift med furst Honoré IV av Monaco. 

## Biografi
Louise var dotter till Guy Louis Marie d'Aumont de Rochebaron, hertig d'Aumont (1732-1799) och Jeanne-Louise Durfort, hertiginna av Mazarin (1735-1781).  Hon var ättling till Hortense Mancini och arvtagare till hertigtiteln "La Meilleraye-Mazarin", som kunde ärvas på kvinnosidan, och en av de största förmögenheterna i Frankrike.  

### Kronprinsessa av Monaco
Hon gifte sig 15 juli 1777 med Monacos tronarvinge prins Honoré, hertig av Valentinois.  Äktenskapet arrangerades av hennes svärfar för att ge Monaco tillgång till hennes förmögenhet.  Louise fick sönerna Honoré V av Monaco och Florestan I av Monaco med sin make.  Hennes förmögenhet kom inte Monaco till del, eftersom den var uppbunden i skulder och rättsliga tvister, och hon förorsakade dessutom Monaco ytterligare skuldsättning genom sina spelskulder och klädräkningar.  Hon och maken levde snart separerade från varandra. 

### Franska revolutionen
Den monegaskiska furstefamiljen levde vid denna tid nästan ständigt i Frankrike, där franska revolutionen utbröt 1789.  I januari 1793, under furstefamiljens frånvaro i Frankrike, formade innevånarna i Monaco en folktribunal och röstade för att ansluta landet till Frankrike, och i mars anslöts Monaco till Frankrike och den före detta furstefamiljen blev franska medborgare. 
Vid denna tid levde Louise separerad från sin make, som var sjuklig och levde med sin far.  Hennes svåger prins Josef av Monaco, blev under Skräckväldet misstänkt för kontrarevolutionär verksamhet på grund av sina utlandsresor, där han försökte låna pengar för Monacos räkning, och kunde därför inte återvända till Frankrike, men hans fru Marie Thérèse de Choiseul arresterades och avrättades i hans frånvaro.  Louise, hennes söner, make och svärfar blev alla fängslade i baracken Rue de Sèvres.  Louise och hennes söner räddades av sin familjeläkare Desormeaux, som fick dem frigivna genom en förfalskad frigivningsorder och sedan gömde dem i sitt hem fram till skräckväldets fall.
Hon födde dottern Amélie Céleste Erodore d’Aumont strax efter sin frigivning: fadern är okänd, men tros ha varit Antoine de Montazet, ärkebiskop av Lyon. Det är känt att Louise hade ytterligare en dotter med okänd far, Jeanne Marie Pétronille d’Aumont (d. 1842), men hennes födelsedatum är okänt.

### Senare liv
Hon skilde sig från Honoré 1798, gifte om sig med René François Tirnand-d’Arcis 1801, och skilde sig en andra gång 1803. Hon fick till slut kontroll över sin förmögenhet. Hon uteslöt sin äldste son från testamentet för att han hade fått ett utomäktenskapligt barn, och lämnade allt till sin yngre son. 
Hennes kvarlevor flyttades 1885 till Monaco.